# 百道1号緑道
百道1号緑道（ももちいちごうりょくどう）は 福岡県福岡市早良区百道浜一丁目及び二丁目にある福岡市が管理する緑道。百道浜と地行浜とを合わせたシーサイドももちは、中央区地行及び早良区百道の地先の博多港（博多湾）において、1981年10月に埋立免許を取得し、実施された公有水面の埋立整備事業に伴い、その前面に埋立地として新たに出現した土地であり、インフラストラクチャーの整備や土地利用が計画的に実施されたため、都市公園としての緑道についても、百道2号緑道などと合わせて計画当初から歩行者動線ネットワークを形成するように配置されている。

## 法的な位置付け
百道1号緑道は、都市計画法に基づく緑地として、福岡市により都市計画の決定が行われ、都市公園法に基づく緑地として1988年（平成元年）に開園した。同法においてこの緑道は、災害時における避難路の確保、都市生活の安全性及び快適性の確保等を図ることを目的として、近隣住区等を連絡するように設けられる植樹帯及び歩行者路又は自転車路を主体とする緑地で10から20メートルの幅員を標準として、各施設等を相互に結ぶよう配置することとされている。

## 区域、規模等
百道1号緑道は、福岡市道地行百道線（幹線二級市町村道）によって、北側の4,635平方メートルと南側の5,272平方メートルに分断されている。幹線道路ではあるが、近くに交通量の多い道路との交差点がなく、視覚的にも見通しが良いため、両者の一体性が保たれている。
また、百道1号緑道の南端よりその延長線上に、百道中央公園の東側が緑道の延長のように整備されており、間に福岡市道百道浜2789号線を挟んでいるが、全体として一体的な連続体を成しているため、同公園の南端に接するよかトピア通りから北に向かって中央に福岡タワーが聳えるヴィスタを望むことができる。これらの緑道及び公園の東隣に福岡市道百道浜2788号線（通称：「サザエさん通り」の一部）が沿っているが、路面が石畳で、緑道等との間にはボラードが並び、またこの周辺の街区について車両の最高速度が時速30キロメートルに規制される「ゾーン30」が定められており、歩行者の安全に配慮されている。

緑道の写真
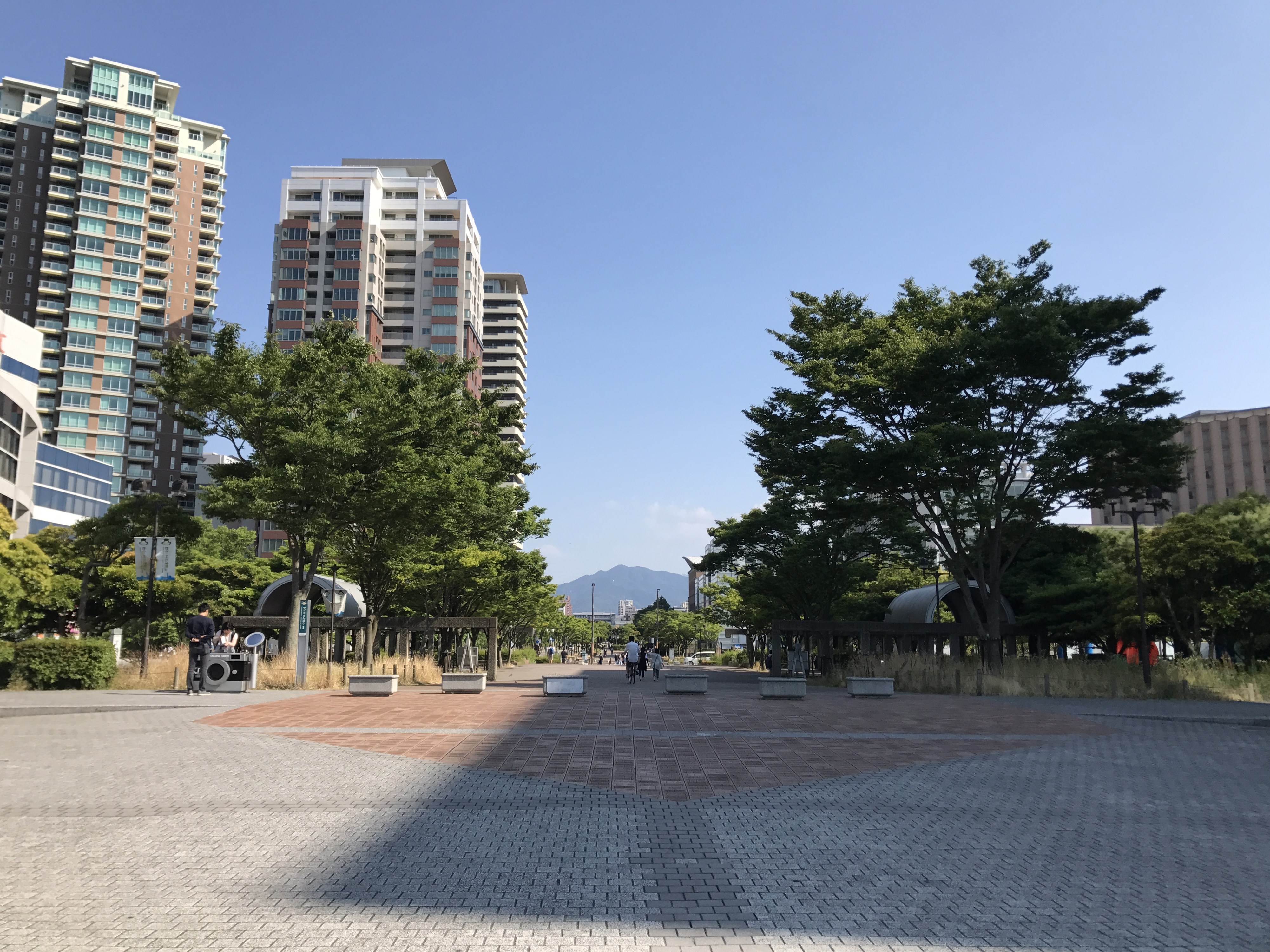
北端より南の眺望
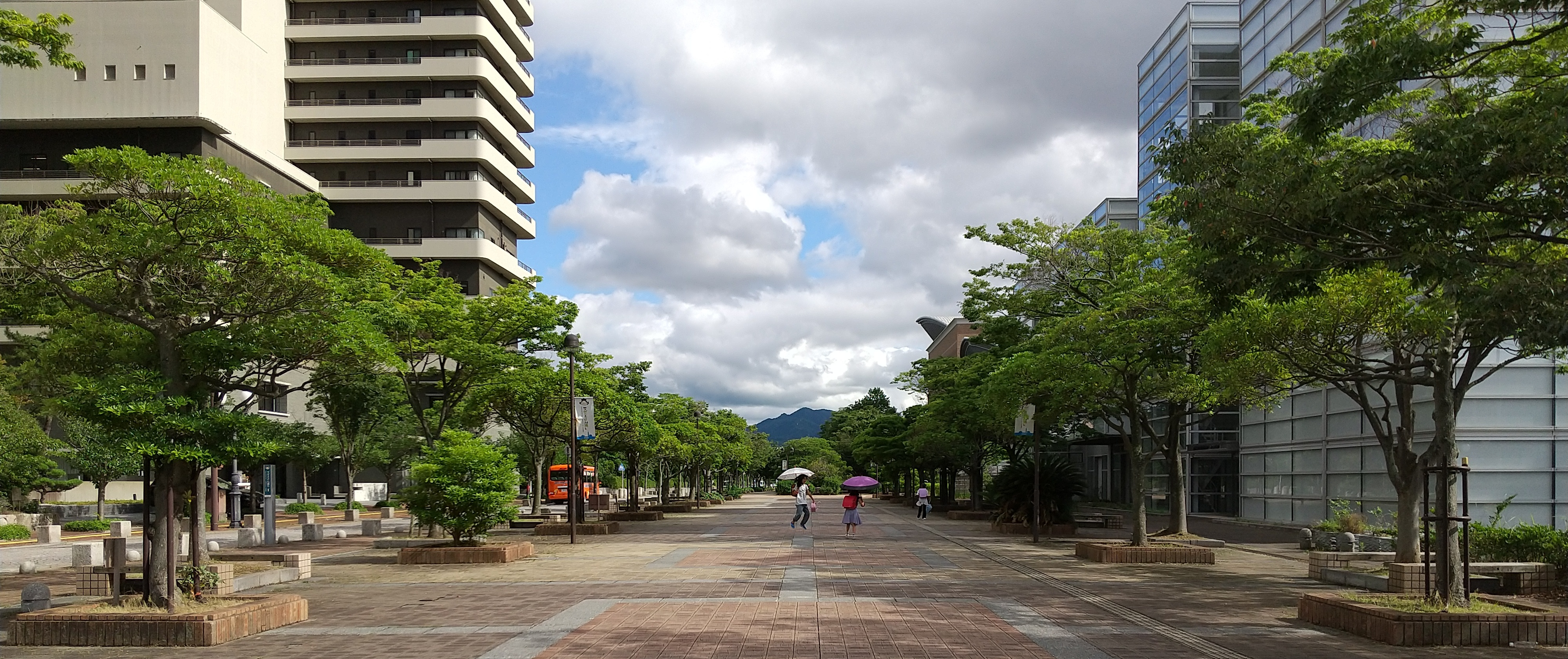
地行百道線より南の眺望
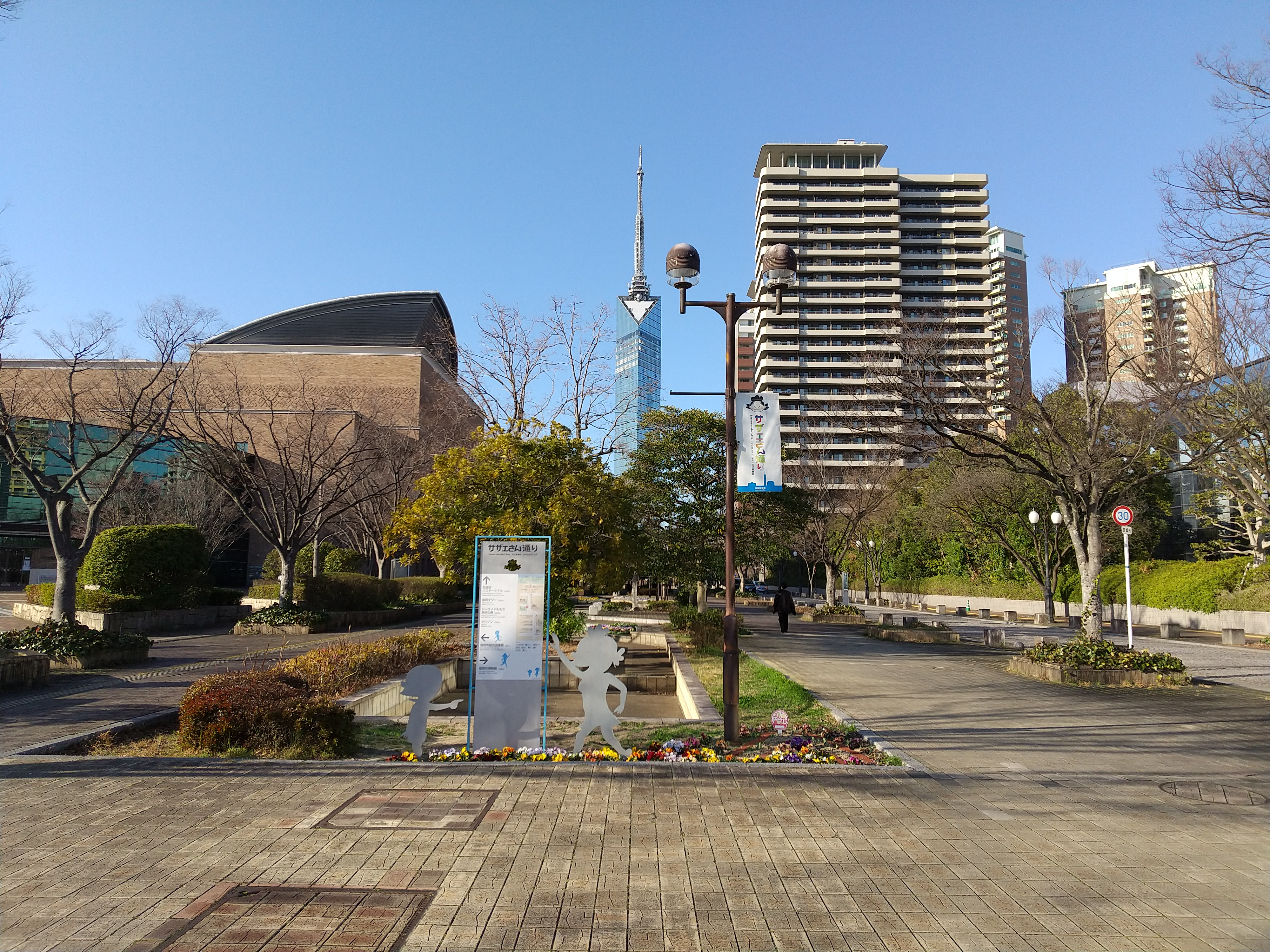
南端より北の眺望
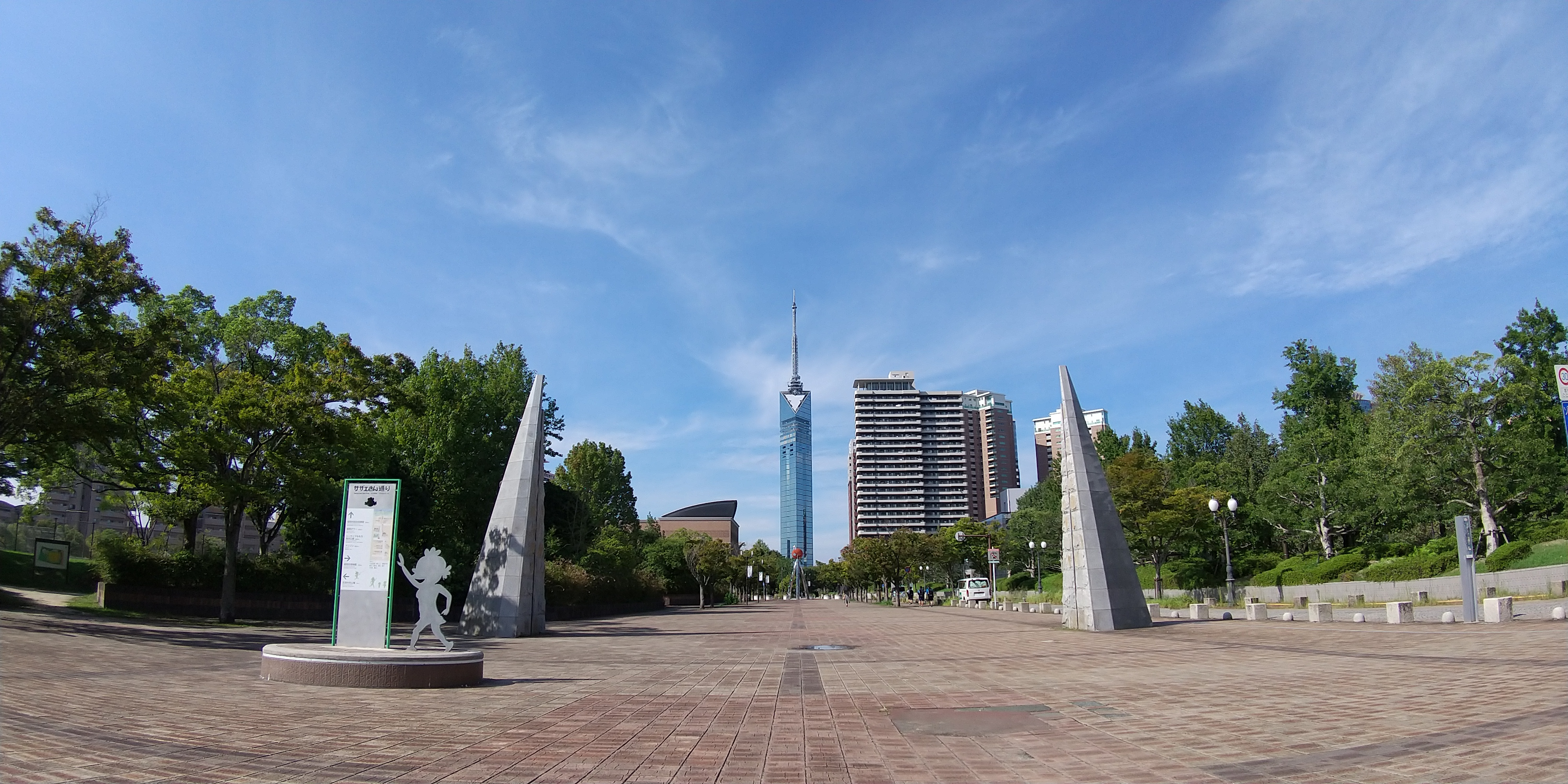
よかトピア通りより北の百道中央公園を含めたヴィスタ

## 設備
緑道内の設備は次の通り。
- 園路広場
- 彫刻（ブルドン）

## 接続、近接する主な施設
- 福岡タワー
- シーサイドももち海浜公園
- マリゾン
- TNC放送会館（テレビ西日本本社）
- RKB放送会館（RKB毎日放送本社）
- 福岡システムLSI総合開発センター
- 九州大学産学官連携イノベーションプラザ
- 福岡山王病院
- 福岡市博物館
- 福岡市総合図書館
- 百道中央公園[注釈 3]

## 交通
主な公共交通機関としては、福岡市交通局が運営する地下鉄の福岡市地下鉄空港線が地区の南方に通っており、次の駅がある。
- 西新駅（距離は道程で約1.3～1.6キロメートル）
- 藤崎駅（距離は道程で約1.3～1.6キロメートル）